# Natação nos Jogos Olímpicos de Verão de 1972
A natação nos Jogos Olímpicos de Verão de 1972 foi realizada em Munique, na Alemanha Ocidental, com 29 eventos disputados, quinze para homens e quatorze para mulheres. Um recorde impressionante foi conquistado nesses Jogos e até hoje segue insuperado: o estadunidense Mark Spitz ganhou sete medalhas de ouro quebrando o recorde mundial em todas as provas. Outro destaque ficou por conta da australiana Shane Gould conquistou cinco medalhas, sendo três de ouro, uma de prata e uma de bronze.

## Eventos da natação
Masculino: 100 metros livre | 200 metros livre | 400 metros livre | 1500 metros livre | 100 metros costas | 200 metros costas | 100 metros peito | 200 metros peito | 100 metros borboleta | 200 metros borboleta | 200 metros medley | 400 metros medley | 4x100 metros livre | 4x200 metros livre | 4x100 metros medley
Feminino: 100 metros livre | 200 metros livre | 400 metros livre | 800 metros livre | 100 metros costas | 200 metros costas | 100 metros peito | 200 metros peito | 100 metros borboleta | 200 metros borboleta | 200 metros medley | 400 metros medley | 4x100 metros livre | 4x100 metros medley

## Masculino

### 100 metros livre masculino
| Pos. | País                  | Atletas           | Tempo   |
| ---- | --------------------- | ----------------- | ------- |
|      | Estados Unidos (USA)  | Mark Spitz        | 51.22 s |
|      | Estados Unidos (USA)  | Jerry Heidenreich | 51.65 s |
|      | União Soviética (URS) | Vladimir Bure     | 51.77 s |

Final:
1. USA Mark Spitz, 51.22 (WR)
2. USA Jerry Heidenreich, 51.65
3. URS Vladimir Bure, 51.77
4. USA John Murphy, 52.08
5. AUS Michael Wenden, 52.41
6. URS Igor Grivennikov, 52.44
7. FRA Michel Rousseau, 52.90
8. FRG Klaus Steinbach, 52.92

### 200 metros livre masculino
| Pos. | País                     | Atletas      | Tempo   |
| ---- | ------------------------ | ------------ | ------- |
|      | Estados Unidos (USA)     | Mark Spitz   | 1:52.78 |
|      | Estados Unidos (USA)     | Steve Genter | 1:53.73 |
|      | Alemanha Ocidental (FRG) | Werner Lampe | 1:53.99 |

Final:
1. USA Mark Spitz, 1:52.78 (WR)
2. USA Steve Genter, 1:53.73
3. FRG Werner Lampe, 1:53.99
4. AUS Michael Wenden, 1:54:40
5. USA Fred Tyler, 1:54.96
6. FRG Klaus Steinbach, 1:55.65
7. URS Vladimir Bure, 1:57.24
8. CAN Ralph Hutton, 1:57.56

### 400 metros livre masculino
| Pos. | País                 | Atletas      | Tempo   |
| ---- | -------------------- | ------------ | ------- |
|      | Austrália (AUS)      | Brad Cooper  | 4:00.27 |
|      | Estados Unidos (USA) | Steve Genter | 4:01.94 |
|      | Estados Unidos (USA) | Tom McBreen  | 4:02.64 |

Final:
1. AUS Brad Cooper, 4:00.27
2. USA Steve Genter, 4:01.94
3. USA Tom McBreen, 4:02.64
4. AUS Graham Windeatt, 4:02.93
5. GBR Brian Brinkley, 4:06.69
6. SWE Bengt Gingsjö, 4:06.75
7. FRG Werner Lampe, 4:06.97
8. USA Rick DeMont, 4:00.26 DSQ

### 1500 metros livre masculino
| Pos. | País                 | Atletas          | Tempo    |
| ---- | -------------------- | ---------------- | -------- |
|      | Estados Unidos (USA) | Mike Burton      | 15:52.58 |
|      | Austrália (AUS)      | Graham Windeatt  | 15:58.48 |
|      | Estados Unidos (USA) | Douglas Northway | 16:09.25 |

Final:
1. USA Mike Burton, 15:52.58 (WR)
2. AUS Graham Windeatt, 15:58.48
3. USA Douglas Northway, 16:09.25
4. SWE Bengt Gingsjö, 16:16.01
5. AUS Graham White, 16:17.22
6. NZL Mark Treffers, 16:18.84
7. AUS Brad Cooper, 16:30.49
8. MEX Guillermo García, 16:36.03

### 100 metros costas masculino
| Pos. | País                    | Atletas        | Tempo   |
| ---- | ----------------------- | -------------- | ------- |
|      | Alemanha Oriental (GDR) | Roland Matthes | 56.58 s |
|      | Estados Unidos (USA)    | Mike Stamm     | 57.70 s |
|      | Estados Unidos (USA)    | John Murphy    | 58.35 s |

Final:
1. GDR Roland Matthes, 56.58
2. USA Mike Stamm, 57.70
3. USA John Murphy, 58.35
4. USA Mitchell Ivey, 58.48
5. URS Igor Grivennikov, 59.50
6. GDR Lutz Wanja, 59.80
7. GDR Jürgen Krüger, 59.80
8. JPN Tadashi Honda, 1:00.41

### 200 metros costas masculino
| Pos. | País                    | Atletas        | Tempo   |
| ---- | ----------------------- | -------------- | ------- |
|      | Alemanha Oriental (GDR) | Roland Matthes | 2:02.62 |
|      | Estados Unidos (USA)    | Mike Stamm     | 2:04.09 |
|      | Estados Unidos (USA)    | Mitchell Ivey  | 2:04.33 |

Final:
1. GDR Roland Matthes, 2:02.62 (WR)
2. USA Mike Stamm, 2:04.09
3. USA Mitchell Ivey, 2:04.33
4. AUS Brad Cooper, 2:06.59
5. USA Tim McKee, 2:07.29
6. GDR Lothar Noack, 2:08.67
7. HUN Zoltán Verrasztó, 2:10.09
8. FRA Jean-Paul Berjeau, 2:04.07

### 100 metros peito masculino
| Pos. | País                 | Atletas          | Tempo   |
| ---- | -------------------- | ---------------- | ------- |
|      | Japão (JPN)          | Nobutaka Taguchi | 1:04.94 |
|      | Estados Unidos (USA) | Tom Bruce        | 1:05.43 |
|      | Estados Unidos (USA) | John Hencken     | 1:05.61 |

Final:
1. JPN Nobutaka Taguchi, 1:04.94 (WR)
2. USA Tom Bruce, 1:05.43
3. USA John Hencken, 1:05.61
4. USA Mark Chatfield, 1:06.01
5. FRG Walter Kusch, 1:06.23
6. BRA José Sylvio Fiolo, 1:06.24
7. URS Nikolay Pankin, 1:06.36
8. GBR David Wilkie, 1:06.52

### 200 metros peito masculino
| Pos. | País                 | Atletas          | Tempo   |
| ---- | -------------------- | ---------------- | ------- |
|      | Estados Unidos (USA) | John Hencken     | 2:21.55 |
|      | Grã-Bretanha (GBR)   | David Wilkie     | 2:23.67 |
|      | Japão (JPN)          | Nobutaka Taguchi | 2:23.88 |

Final:
1. USA John Hencken, 2:21.55 (WR)
2. GBR David Wilkie, 2:23.67
3. JPN Nobutaka Taguchi, 2:23.88
4. USA Richard Colella, 2:24.28
5. MEX Felipe Muñoz, 2:26.44
6. FRG Walter Kusch, 2:26.55
7. URS Igor Cherdakov, 2:27.15
8. GDR Klaus Katzur, 2:27.44

### 100 metros borboleta masculino
| Pos. | País                 | Atletas           | Tempo   |
| ---- | -------------------- | ----------------- | ------- |
|      | Estados Unidos (USA) | Mark Spitz        | 54.27 s |
|      | Canadá (CAN)         | Bruce Robertson   | 55.56 s |
|      | Estados Unidos (USA) | Jerry Heidenreich | 55.74 s |

Final:
1. USA Mark Spitz, 54.27 (WR)
2. CAN Bruce Robertson, 55.56
3. USA Jerry Heidenreich, 55.74
4. GDR Roland Matthes, 55.87
5. USA Dave Edgar, 56.11
6. CAN Byron MacDonald, 57.27
7. GDR Hartmut Flöckner, 57.40
8. AUS Neil Rogers, 57.90

### 200 metros borboleta masculino
| Pos. | País                 | Atletas        | Tempo   |
| ---- | -------------------- | -------------- | ------- |
|      | Estados Unidos (USA) | Mark Spitz     | 2:00.70 |
|      | Estados Unidos (USA) | Gary Hall      | 2:02.86 |
|      | Estados Unidos (USA) | Robin Backhaus | 2:03.23 |

Final:
1. USA Mark Spitz, 2:00.70 (WR)
2. USA Gary Hall, 2:02.86
3. USA Robin Backhaus, 2:03.23
4. ECU Jorge Delgado, 2:04.60
5. FRG Hans Fassnacht, 2:04.69
6. HUN András Hargitay, 2:04.69
7. GDR Hartmut Flöckner, 2:05.34
8. FRG Folkert Meeuw, 2:05.57

### 200 metros medley masculino
| Pos. | País                 | Atletas        | Tempo   |
| ---- | -------------------- | -------------- | ------- |
|      | Suécia (SWE)         | Gunnar Larsson | 2:07.17 |
|      | Estados Unidos (USA) | Tim McKee      | 2:08.37 |
|      | Estados Unidos (USA) | Steve Furniss  | 2:08.45 |

Final:
1. SWE Gunnar Larsson, 2:07.17 (WR)
2. USA Tim McKee, 2:08.37
3. USA Steve Furniss, 2:08.45
4. USA Gary Hall, 2:08.49
5. HUN András Hargitay, 2:09.66
6. URS Mikhail Sukharev, 2:11.78
7. PER Juan Carlos Bello, 2:11.87
8. SWE Hans Ljungberg, 2:13.56

### 400 metros medley masculino
| Pos. | País                 | Atletas         | Tempo   |
| ---- | -------------------- | --------------- | ------- |
|      | Suécia (SWE)         | Gunnar Larsson  | 4:31.98 |
|      | Estados Unidos (USA) | Tim McKee       | 4:31.98 |
|      | Hungria (HUN)        | András Hargitay | 4:32.70 |

Final:
1. SWE Gunnar Larsson, 4:31.98
2. USA Tim McKee, 4:31.98
3. HUN András Hargitay, 4:32.70
4. USA Steve Furniss, 4:35.44
5. USA Gary Hall, 4:37.38
6. SWE Bengt Gingsjö, 4:37.96
7. AUS Graham Windeatt, 4:40.39
8. GDR Wolfram Sperling, 4:40.66

- Nota: Nesta prova os juízes não conseguiram decidir se os nadadores estavam totalmente empatados. Por alguma razão, eles disseram que precisavam decidir um vencedor. Então eles olharam os milésimos de segundo e Larsson venceu porque foi três milésimos mais rápido que McKee. Depois desse episódio, as regras da natação mudaram, e desde então só se julgam os centésimos de segundo, exatamente como no atletismo.[1]

### 4x100 metros livre masculino
| Pos. | País                    | Atletas                                                      | Tempo   |
| ---- | ----------------------- | ------------------------------------------------------------ | ------- |
|      | Estados Unidos (USA)    | David Edgar John Murphy Jerry Heidenreich Mark Spitz         | 3:26.42 |
|      | União Soviética (URS)   | Vladimir Bure Viktor Mazanov Viktor Aboimov Igor Grivennikov | 3:29.72 |
|      | Alemanha Oriental (GDR) | Roland Matthes Wilfried Hartung Peter Bruch Lutz Unger       | 3:32.42 |

Final:
1. Estados Unidos (David Edgar, John Murphy, Jerry Heidenreich, Mark Spitz), 3:26.42 (WR)
2. União Soviética (Vladimir Bure, Viktor Mazanov, Viktor Aboimov, Igor Grivennikov), 3:29.72
3. Alemanha Oriental (Roland Matthes, Wilfried Hartung, Peter Bruch, Lutz Unger), 3:32.42
4. Brasil (Ruy de Oliveira, Paulo Zanetti, Paulo Becskehazy, José Aranha), 3:33.14
5. Canadá (Bruce Robertson, Brian Phillips, Timothy Bach, Robert Kasting), 3:33.20
6. Alemanha Ocidental (Klaus Steinbach, Werner Lampe, Rainer Jacob, Hans Fassnacht), 3:33.90
7. França (Gilles Vigné, Alain Mosconi, Alain Hermitte, Michel Rousseau), 3:34.13
8. Espanha (Jorge Comas, Antonio Culebras, Enrique Melo, José Pujol), 3:38.21

### 4x200 metros livre masculino
| Pos. | País                     | Atletas                                                      | Tempo   |
| ---- | ------------------------ | ------------------------------------------------------------ | ------- |
|      | Estados Unidos (USA)     | John Kinsella Fred Tyler Steve Genter Mark Spitz             | 7:35.78 |
|      | Alemanha Ocidental (FRG) | Klaus Steinbach Werner Lampe Hans Vosseler Hans Fassnacht    | 7:41.69 |
|      | União Soviética (URS)    | Igor Grivennikov Viktor Mazanov Georgi Kulikov Vladimir Bure | 7:45.76 |

Final:
1. Estados Unidos (John Kinsella, Fred Tyler, Steve Genter, Mark Spitz), 7:35.78 (WR)
2. Alemanha Ocidental (Klaus Steinbach, Werner Lampe, Hans Vosseler, Hans Fassnacht), 7:41.69
3. União Soviética (Igor Grivennikov, Viktor Mazanov, Georgi Kulikov, Vladimir Bure), 7:45.76
4. Suécia (Bengt Gingslö, Hans Ljungberg, Anders Bellbring, Gunnar Larsson), 7:47.37
5. Austrália (Michael Wenden, Graham Windeatt, Robert Nay, Bradford Cooper), 7:48.66
6. Alemanha Oriental (Wilfried Hartung, Peter Bruch, Udo Poser, Lutz Unger), 7:49.11
7. Canadá (Bruce Robertson, Brian Phillips, Ian MacKenzie, Ralph Hutton), 7:53.61
8. Reino Unido (Brian Brinkley, John Mills, Michael Bailey, Colin Cunningham), 7:55.59

### 4x100 metros medley masculino
| Pos. | País                    | Atletas                                                 | Tempo   |
| ---- | ----------------------- | ------------------------------------------------------- | ------- |
|      | Estados Unidos (USA)    | Mike Stamm Tom Bruce Mark Spitz Jerry Heidenreich       | 3:48.16 |
|      | Alemanha Oriental (GDR) | Roland Matthes Klaus Katzur Hartmut Flöckner Lutz Unger | 3:52.26 |
|      | Canadá (CAN)            | Erik Fish William Mahony Bruce Robertson Robert Kasting | 3:53.26 |

Final:
1. Estados Unidos (Mike Stamm, Tom Bruce, Mark Spitz, Jerry Heidenreich), 3:48.16 (WR)
2. Alemanha Oriental (Roland Matthes, Klaus Katzur, Hartmut Flöckner, Lutz Unger), 3:52.26
3. Canadá (Erik Fish, William Mahony, Bruce Robertson, Robert Kasting), 3:53.26
4. União Soviética (Igor Grivennikov, Nikolai Pankin, Viktor Sharygin, Vladimir Bure), 3:53.26
5. Brasil (Rômulo Arantes, José Sylvio Fiolo, Sérgio Waismann, José Aranha), 3:57.89
6. Japão (Tadashi Honda, Nobutaka Taguchi, Yasuhiro Komazaki, Jiro Sasaki), 3:58.23
7. Reino Unido (Colin Cunningham, David Wilkie, John Mills, Malcolm Windeatt), 3:58.82
8. Hungria (Laslo Cseh, Sándor Szabó, István Szentirmay, Attila Császari), 3:59.07

## Feminino

### 100 metros livre feminino
| Pos. | País                 | Atletas           | Tempo   |
| ---- | -------------------- | ----------------- | ------- |
|      | Estados Unidos (USA) | Sandra Neilson    | 58.59 s |
|      | Estados Unidos (USA) | Shirley Babashoff | 59.02 s |
|      | Austrália (AUS)      | Shane Gould       | 59.06 s |

Final:
1. USA Sandra Neilson, 58.59
2. USA Shirley Babashoff, 59.02
3. AUS Shane Gould, 59.06
4. GDR Gabriele Wetzko, 59.21
5. FRG Heidi Heineck, 59.73
6. GDR Andrea Eife, 59.91
7. HUN Magdolna Patóh, 1:00.02
8. NED Enith Brigitha, 1:00.09

### 200 metros livre feminino
| Pos. | País                 | Atletas           | Tempo   |
| ---- | -------------------- | ----------------- | ------- |
|      | Austrália (AUS)      | Shane Gould       | 2:03.56 |
|      | Estados Unidos (USA) | Shirley Babashoff | 2:04.33 |
|      | Estados Unidos (USA) | Keena Rothhammer  | 2:04.92 |

Final:
1. AUS Shane Gould, 2:03.56 (WR)
2. USA Shirley Babashoff, 2:04.33
3. USA Keena Rothhammer, 2:04.92
4. USA Ann Marshall, 2:05.45
5. GDR Andrea Eife, 2:06.27
6. NED Hansje Bunschoten, 2:08.40
7. NED Anke Rijnders, 2:09.41
8. GDR Karin Tülling, 2:11.70

### 400 metros livre feminino
| Pos. | País                    | Atletas            | Tempo   |
| ---- | ----------------------- | ------------------ | ------- |
|      | Austrália (AUS)         | Shane Gould        | 4:19.04 |
|      | Itália (ITA)            | Novella Calligaris | 4:22.44 |
|      | Alemanha Oriental (GDR) | Gudrun Wegner      | 4:23.11 |

Final:
1. AUS Shane Gould, 4:19.04 (WR)
2. ITA Novella Calligaris, 4:22.44
3. GDR Gudrun Wegner, 4:23.11
4. USA Shirley Babashoff, 4:23.59
5. USA Jenny Wylie, 4:24.07
6. USA Keena Rothhammer, 4:24.22
7. NED Hansje Bunschoten, 4:29.70
8. NED Anke Rijnders, 4:31.51

### 800 metros livre feminino
| Pos. | País                 | Atletas            | Tempo   |
| ---- | -------------------- | ------------------ | ------- |
|      | Estados Unidos (USA) | Keena Rothhammer   | 8:53.68 |
|      | Austrália (AUS)      | Shane Gould        | 8:56.39 |
|      | Itália (ITA)         | Novella Calligaris | 8:57.46 |

Final:
1. USA Keena Rothhammer, 8:53.68 (WR)
2. AUS Shane Gould, 8:56.39
3. ITA Novella Calligaris, 8:57.46
4. USA Ann Simmons, 8:57.62
5. GDR Gudrun Wegner, 8:58.89
6. USA Jo Harshbarger, 9:01.21
7. NED Hansje Bunschoten, 9:16.69
8. AUS Narelle Moras, 9:19.06

### 100 metros costas feminino
| Pos. | País                 | Atletas         | Tempo   |
| ---- | -------------------- | --------------- | ------- |
|      | Estados Unidos (USA) | Melissa Belote  | 1:05.78 |
|      | Hungria (HUN)        | Andrea Gyarmati | 1:06.26 |
|      | Estados Unidos (USA) | Susan Atwood    | 1:06.34 |

Final:
1. USA Melissa Belote, 1:05.78
2. HUN Andrea Gyarmati, 1:06.26
3. USA Susan Atwood, 1:06.34
4. USA Karen Moe-Thornton, 1:06.69
5. CAN Wendy Cook-Hogg, 1:06.70
6. NED Enith Brigitha, 1:06.82
7. GDR Christine Herbst, 1:07.27
8. FRG Silke Pielen, 1:07.36

### 200 metros costas feminino
| Pos. | País                 | Atletas        | Tempo   |
| ---- | -------------------- | -------------- | ------- |
|      | Estados Unidos (USA) | Melissa Belote | 2:19.19 |
|      | Estados Unidos (USA) | Susan Atwood   | 2:20.38 |
|      | Canadá (CAN)         | Donna Gurr     | 2:23.22 |

Final:
1. USA Melissa Belote, 2:19.19 (WR)
2. USA Susan Atwood, 2:20.38
3. CAN Donna Gurr, 2:23.22
4. FRG Annegret Kober, 2:23.35
5. GDR Christine Herbst, 2:23.44
6. NED Enith Brigitha, 2:23.70
7. AUS Deborah Palmer, 2:24.65
8. CAN Leslie Cliff, 2:25.80

### 100 metros peito feminino
| Pos. | País                  | Atletas                  | Tempo   |
| ---- | --------------------- | ------------------------ | ------- |
|      | Estados Unidos (USA)  | Catherine Carr           | 1:13.58 |
|      | União Soviética (URS) | Galina Prozumenshchikova | 1:14.99 |
|      | Austrália (AUS)       | Beverley Whitfield       | 1:15.73 |

Final:
1. USA Catherine Carr, 1:13.58 (WR)
2. URS Galina Prozumenshchikova, 1:14.99
3. AUS Beverley Whitfield, 1:15.73
4. HUN Ágnes Kaczander-Kiss, 1:16.26
5. USA Judy Melick, 1:16.34
6. FRG Vreni Eberle, 1:17.16
7. SWE Britt-Marie Smedh, 1:17.19
8. GBR Dorothy Harrison, 1:17.49

### 200 metros peito feminino
| Pos. | País                  | Atletas                  | Tempo   |
| ---- | --------------------- | ------------------------ | ------- |
|      | Austrália (AUS)       | Beverley Whitfield       | 2:41.05 |
|      | Estados Unidos (USA)  | Dana Schoenfield         | 2:42.05 |
|      | União Soviética (URS) | Galina Prozumenshchikova | 2:42.36 |

Final:
1. AUS Beverley Whitfield, 2:41.05
2. USA Dana Schoenfield, 2:42.05
3. URS Galina Prozumenshchikova, 2:42.36
4. USA Claudia Clevenger, 2:42.88
5. FRG Petra Nows, 2:43.38
6. HUN Ágnes Kaczander-Kiss, 2:43.41
7. URS Lyudmila Porubayko, 2:44.48
8. HUN Éva Kiss, 2:45.12

### 100 metros borboleta feminino
| Pos. | País                    | Atletas         | Tempo   |
| ---- | ----------------------- | --------------- | ------- |
|      | Japão (JPN)             | Mayumi Aoki     | 1:03.34 |
|      | Alemanha Oriental (GDR) | Roswitha Beier  | 1:03.61 |
|      | Hungria (HUN)           | Andrea Gyarmati | 1:03.73 |

Final:
1. JPN Mayumi Aoki, 1:03.34
2. GDR Roswitha Beier, 1:03.61
3. HUN Andrea Gyarmati, 1:03.73
4. USA Deena Dearduff, 1:03.95
5. USA Dana Shrader, 1:03.98
6. USA Ellie Daniel, 1:04.08
7. FRG Gudrun Beckmann, 1:04.15
8. JPN Noriko Asano, 1:04.25

### 200 metros borboleta feminino
| Pos. | País                 | Atletas      | Tempo   |
| ---- | -------------------- | ------------ | ------- |
|      | Estados Unidos (USA) | Karen Moe    | 2:15.57 |
|      | Estados Unidos (USA) | Lynn Colella | 2:16.34 |
|      | Estados Unidos (USA) | Ellie Daniel | 2:16.74 |

Final:
1. USA Karen Moe, 2:15.57 (WR)
2. USA Lynn Colella, 2:16.34
3. USA Ellie Daniel, 2:16.74
4. GDR Rosemarie Kother-Gabriel, 2:17.11
5. JPN Noriko Asano, 2:19.50
6. GDR Helga Lindner, 2:20.47
7. AUS Gail Neall, 2:21.88
8. JPN Mayumi Aoki, 2:22.84

### 200 metros medley feminino
| Pos. | País                    | Atletas        | Tempo   |
| ---- | ----------------------- | -------------- | ------- |
|      | Austrália (AUS)         | Shane Gould    | 2:23.07 |
|      | Alemanha Oriental (GDR) | Kornelia Ender | 2:23.59 |
|      | Estados Unidos (USA)    | Lynn Vidali    | 2:24.06 |

Final:
1. AUS Shane Gould, 2:23.07 (WR)
2. GDR Kornelia Ender, 2:23.59
3. USA Lynn Vidali, 2:24.06
4. USA Jenny Bartz, 2:24.55
5. CAN Leslie Cliff, 2:24.83
6. GDR Evelyn Stolze, 2:25.90
7. JPN Yoshimi Nishigawa, 2:26.35
8. USA Carolyn Woods, 2:27.42

### 400 metros medley feminino
| Pos. | País            | Atletas            | Tempo   |
| ---- | --------------- | ------------------ | ------- |
|      | Austrália (AUS) | Gail Neall         | 5:02.97 |
|      | Canadá (CAN)    | Leslie Cliff       | 5:03.57 |
|      | Itália (ITA)    | Novella Calligaris | 5:03.99 |

Final:
1. AUS Gail Neall, 5:02.97 (WR)
2. CAN Leslie Cliff, 5:03.57
3. ITA Novella Calligaris, 5:03.99
4. USA Jenny Bartz, 5:05.56
5. GDR Evelyn Stolze, 5:06.80
6. USA Mary Montgomery, 5:09.98
7. USA Lynn Vidali, 5:13.06
8. URS Nina Petrova, 5:15.68

### 4x100 metros livre feminino
| Pos. | País                     | Atletas                                                         | Tempo   |
| ---- | ------------------------ | --------------------------------------------------------------- | ------- |
|      | Estados Unidos (USA)     | Shirley Babashoff Jane Barkman Jennifer Kemp Sandra Neilson     | 3:55.19 |
|      | Alemanha Oriental (GDR)  | Andrea Eife Kornelia Ender Elke Sehmisch Gabriele Wetzko        | 3:55.55 |
|      | Alemanha Ocidental (FRG) | Gudrun Beckmann Heidemarie Reineck Angela Steinbach Jutta Weber | 3:57.93 |

Final:
1. Estados Unidos (Shirley Babashoff, Jane Barkman, Jennifer Kemp, Sandra Neilson), 3:55.19 (WR)
2. Alemanha Oriental (Andrea Eife, Kornelia Ender, Elke Sehmisch, Gabriele Wetzko), 3:55.55
3. Alemanha Ocidental (Gudrun Beckmann, Heidemarie Reineck, Angela Steinbach, Jutta Weber), 3:57.93
4. Hungria (Andrea Gyartnati, Judit Turóczy, Edit Kovács, Magdolna Patoh), 4:00.39
5. Países Baixos (Enith Brigitha, Anke Rijnders, Hansje Bunschoten, Josien Elzerman), 4:01.49
6. Suécia (Anita Zarnowiecki, Eva Andersson, Diana Olsson, Irvi Johansson), 4:02.69
7. Canadá (Wendy Cook, Judy Wright, Mary-Beth Rondeau, Leslie Cliff), 4:03.83
8. Austrália (Deborah Palmer, Leanne Francis, Sharon Booth, Shane Gould), 4:04.82

### 4x100 metros medley feminino
| Pos. | País                     | Atletas                                                      | Tempo   |
| ---- | ------------------------ | ------------------------------------------------------------ | ------- |
|      | Estados Unidos (USA)     | Melissa Belote Catherine Carr Deena Deardurff Sandra Neilson | 4:20.75 |
|      | Alemanha Oriental (GDR)  | Christine Herbst Renate Vogel Roswitha Beier Kornelia Ender  | 4:24.91 |
|      | Alemanha Ocidental (FRG) | Gudrun Beckmann Vreni Eberle Silke Pielen Heidemarie Reineck | 4:26.46 |

Final:
1. Estados Unidos (Melissa Belote, Catherine Carr, Deena Dearduff, Sandra Neilson), 4:20.75 (WR)
2. Alemanha Oriental (Christine Herbst, Renate Vogel, Roswitha Beier, Kornelia Ender), 4:24.91
3. Alemanha Ocidental (Gudrun Beckmann, Vreni Eberle, Silke Pielen, Heidemarie Reineck), 4:26.46
4. União Soviética (Tinatin Lekveishvili, Ghalina Stepanova-Prosum, Iryna Ustymenko, Tatyana Zolotnickaia), 4:27.81
5. Países Baixos (Enith Brigitha, Alie te Riet, Anke Rijnders, Hansje Bunschoten), 4:29.99
6. Japão (Suzuko Matsumura, Yoko Yamamoto, Mayumi Aoki, Yoshimi Nishigawa), 4:30.18
7. Canadá (Wendy Cook, Sylvia Dockerill, Marylin Corson, Leslie Cliff), 4:31.56
8. Suécia (Diana Olsson, Britt-Marie Smedh, Eva Wikner, Anita Zarnowiecki), 4:32.61

## Quadro de medalhas da natação
| Ordem | País                   | Medalha de ouro | Medalha de prata | Medalha de bronze | Total |
| ----- | ---------------------- | --------------- | ---------------- | ----------------- | ----- |
| 1     | USA Estados Unidos     | 17              | 14               | 12                | 43    |
| 2     | AUS Austrália          | 6               | 2                | 2                 | 10    |
| 3     | GDR Alemanha Oriental  | 2               | 5                | 2                 | 9     |
| 4     | JPN Japão              | 2               | 0                | 1                 | 3     |
| 5     | SWE Suécia             | 2               | 0                | 0                 | 2     |
| 6     | URS União Soviética    | 0               | 2                | 3                 | 5     |
| 7     | CAN Canadá             | 0               | 2                | 2                 | 4     |
| 8     | FRG Alemanha Ocidental | 0               | 1                | 3                 | 4     |
| 9     | ITA Itália             | 0               | 1                | 2                 | 3     |
| 9     | HUN Hungria            | 0               | 1                | 2                 | 3     |
| 10    | GBR Grã-Bretanha       | 0               | 1                | 0                 | 1     |

1. ↑  sportv.globo.com/ Após polêmica mudar regra, Spitz conta "segredo" de empate na natação